# Ian Mackay
Ian Mackay Abad (La Coruña, Galicia, 14 de julio de 1986) es un jugador de fútbol español que ocupa la posición de portero en el C. F. Intercity de la Segunda Federación.

## Trayectoria
Mackay comenzó a jugar en las categorías inferiores del Real Club Deportivo de La Coruña, llegando jugar en alguna ocasión con el primer equipo y convocado frecuentemente para los entrenamientos con la plantilla. Llegó a debutar y a ganar con el Dépor el Trofeo Teresa Herrera frente al A. C. Milan, con una más que meritoria actuación bajo los palos. En este primer año como profesional, fue cedido al A. D. Ceuta y al Universidad de Oviedo. A la edad de 20 años fue convocado por la selección sub-20 de Escocia, pero una importante lesión de codo truncó ese sueño. En 2007 firmó contrato con la U. D. Vecindario de la Segunda División B.
En 2008 volvió a Galicia, concretamente al Ciudad de Santiago, que en ese año comenzó a hundirse en una grave crisis financiera. En el verano siguiente se fue a la S. D. Ponferradina, club berciano con el que en la temporada 2009-10 consiguió ascender a la Segunda División gracias a una parada decisiva suya en la tanda de penaltis.
En la temporada 2010-11 continuó siendo titular en la mayoría de partidos con la S. D. Ponferradina, pero por causas meramente deportivas, decidió no aceptar la oferta de renovación.
El 18 de julio de 2011 firmó por una temporada con el C. E. Sabadell, pero una lesión en la pretemporada le obligó a parar durante 3 meses, estando únicamente disponible en la segunda vuelta del campeonato y alineándolo Lluís Carreras en tan solo en 5 partidos. En junio de 2012 no renovó con el club catalán y el 28 de agosto formalizó contrato con el Club Deportivo Atlético Baleares.
A final de temporada rescindió contrato con el Atlético Baleares, y firmó en noviembre de 2013 con el C. D. Boiro, de la Tercera División gallega, estipulándose en su contrato el derecho a salir del club en cualquier momento en caso de recibir una oferta de un equipo de superior categoría.
En abril de la temporada 2013-14 fichó por el Racing Club de Ferrol. Fue debutar y entrar en el once de bronce de la jornada que concedía Vavel. La segunda temporada en el Racing Club de Ferrol fue la de su consolidación, demostrando ser uno de los mejores porteros de la categoría de bronce del fútbol español y salvando al equipo en numerosas ocasiones, como en los playoffs por el ascenso a Segunda División frente al Reus.
En el verano de 2018 fichó por el Real Murcia.
En julio de 2019 se convirtió en nuevo jugador del C. E. Sabadell F. C., logrando el ascenso a la Segunda División en esa misma temporada, en los playoffs celebrados en julio de 2020. En ellos paró varios penaltis ante el Atlético de Madrid "B" y Cultural Leonesa.
El 11 de junio de 2021 se hizo oficial su regreso al Deportivo de La Coruña, firmando por dos temporadas. Esta segunda etapa en el club finalizó en enero de 2024, después de haber jugado 80 partidos, y ese mismo mes fichó por el C. D. Eldense. Con ellos participó en 27 encuentros de la Segunda División y en julio de 2025 se unió al C. F. Intercity que competía en la Segunda Federación.

## Personal
Tiene ascendencia escocesa, ya que su padre era capitán de barco y conoció a su madre gracias a los múltiples viajes que hacía desde Escocia a la localidad herculina. Su sueño de jugar con la selección escocesa sub-20 se truncó por una luxación de codo que le obligó a estar apartado de los terrenos de juego más de seis meses.

## Clubes
| Club                             | País   | Año       |
| -------------------------------- | ------ | --------- |
| R. C. Deportivo de La Coruña "B" | España | 2005-2006 |
| A. D. Ceuta                      | España | 2006      |
| Universidad de Oviedo            | España | 2007      |
| U. D. Vecindario                 | España | 2007-2008 |
| S. D. Ciudad de Santiago         | España | 2008-2009 |
| S. D. Ponferradina               | España | 2009-2011 |
| C. E. Sabadell F. C.             | España | 2011-2012 |
| C. D. Atlético Baleares          | España | 2012-2013 |
| C. D. Boiro                      | España | 2013-2014 |
| Racing de Ferrol                 | España | 2014-2018 |
| Real Murcia C. F.                | España | 2018-2019 |
| C. E. Sabadell F. C.             | España | 2019-2021 |
| R. C. Deportivo de La Coruña     | España | 2021-2024 |
| C. D. Eldense                    | España | 2024-2025 |
| C. F. Intercity                  | España | 2025-     |